# فیرفیلد (تگزاس)
فیرفیلد، تگزاس(به انگلیسی: Fairfield, Texas) شهری در ایالت تگزاس از ایالات جنوبی ایالات متحده آمریکا است. در سرشماری سال ۲۰۰۰، جمعیت این شهر ۳۰۹۴ نفر اعلام شد.